# Ajania potaninii
Ajania potaninii là một loài thực vật có hoa trong họ Cúc. Loài này được (Krasch.) Poljakov mô tả khoa học đầu tiên năm 1955.